# Памятник Александру Бутлерову (Казань)
Памятник Александру Бутлерову — один из самых известных скульптурных монументов Казани позднесоветского периода. Установлен в память великого русского учёного-химика, академика, создателя теории химического строения органических веществ, ректора Императорского Казанского университета в 1860—1863 годах Александра Михайловича Бутлерова (1828—1886). Авторами памятника являются члены московской творческой группы: скульптор Юрий Орехов, архитекторы Александр Степанов и Валентин Петербуржцев. Памятник Александру Бутлерову имеет статус объекта культурного наследия регионального значения.

## Территориальное расположение
Памятник Александру Бутлерову установлен в центральной части Казани, на стыке улиц Профессора Нужина и Пушкина. Он является центром планировочной композиции небольшой площади, расположенной у южного входа в Ленинский сад.

## Описание

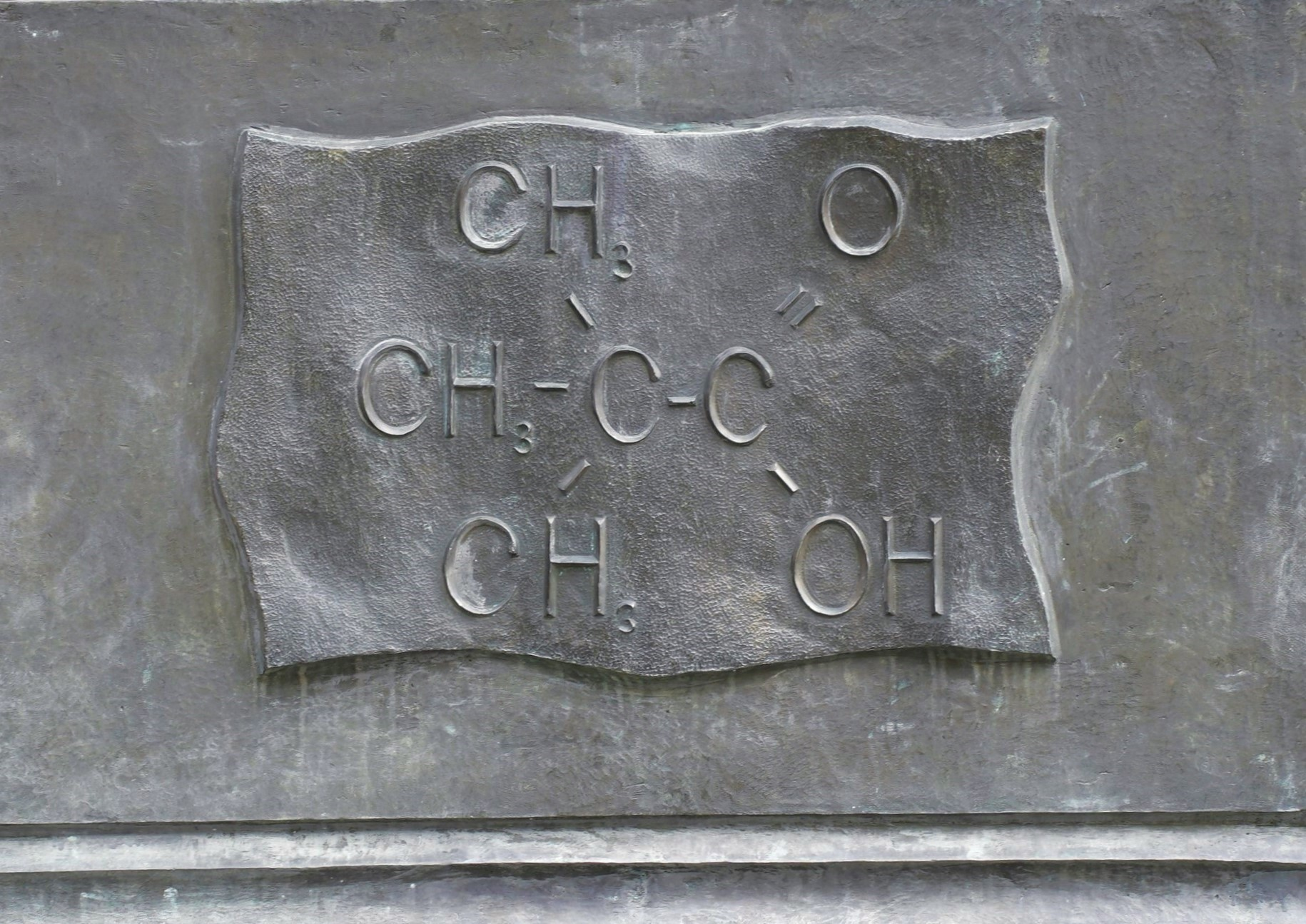
Формула 2,2-диметилпропановой или триметилуксусной кислоты на боковой стороне постамента памятника Александру Бутлерову

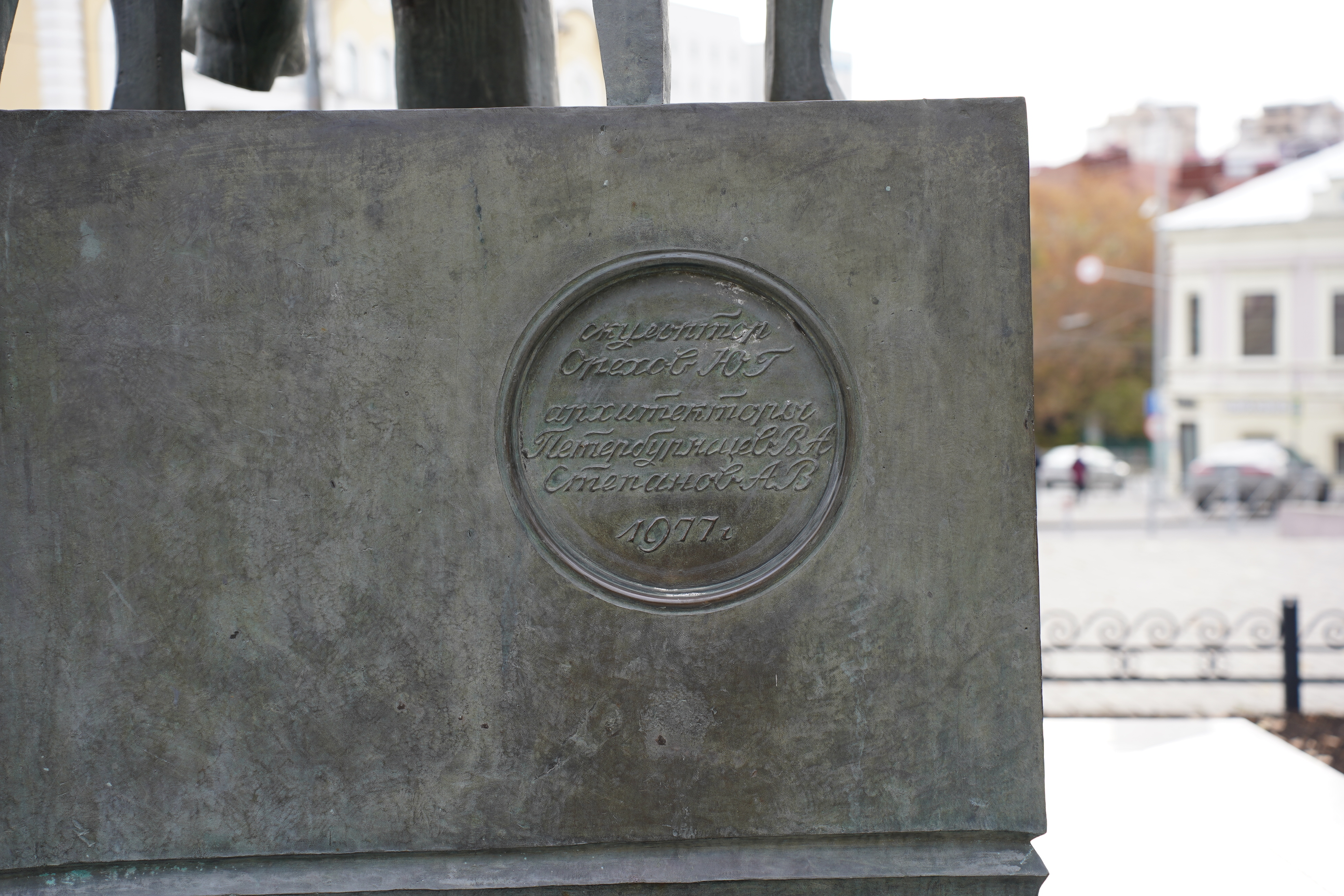
Тыльная сторона постамента с указанием авторов памятника Александру Бутлерову

Памятник Александру Бутлерову — один из немногих казанских памятников, скульптура которого исполнена в позе человека, сидящего в кресле. Бронзовый образ Бутлерова не монументален, а, напротив, отличается камерным характером (высота памятника вместе с постаментом — 4 м 60 см). Своими размерами памятник гармонично сочетается с небольшим пространством площади, на которой он расположен.

Скульптурное решение памятника строго продумано; композиция внешне проста. Учёный сидит в кресле, установленном на классическом квадратном постаменте… в спокойной статичной позе, положив ногу на ногу и глядя прямо перед собой — в трёхчетвертном обороте по отношению к линии улицы. Левая рука лежит на подлокотнике кресла, а правая держит пенсне. Временную принадлежность к эпохе уточняют аксессуары — стиль кресла, характер одежды. Образ по своей трактовке близок к станковым портретам Орехова — та же достоверность, точность психологической характеристики при сдержанности и ясности формы.— Хисамова Д. Д.
Бронзовая фигура, представляющая единое целое с бронзовым постаментом, «покоится на низком гранитном полированном основании, состоящем из трёх врезанных друг в друга прямоугольных объёмов».
На лицевой стороне постамента сделана надпись в две сроки прописью — в подчёркнуто художественной манере (с завитушками): «Александр Бутлеров».
С левой боковой стороны постамента выведены формула 2,2-диметилпропановой или пивалевой кислоты, также известной как триметилуксусная кислота. Наличие этой химической формулы на памятнике обосновано тем, что «необычное строение триметилуксусной кислоты позволило доказать основные положения теории химического строения вещества, чем и прославился Александр Михайлович Бутлеров».
В правой части тыльной стороны постамента размещена круглая розетка, в которой указаны авторы памятника: «скульптор Орехов Ю. Г., архитекторы Петербуржцев В. А., Степанов А. В., 1977 г.» (1977 год — это год отливки памятника в бронзе).

## История
Памятник Александру Бутлерову стал первой работой в Казани московской творческой группы в составе скульптора Юрия Орехова, архитекторов Александра Степанова и Валентина Петербуржцева. Позже они создали ещё один казанский монумент — памятник Муллануру Вахитову, установленный в 1985 году.
Торжественное открытие памятника Александру Бутлерову состоялось в сентябре 1978 года и было приурочено к 150-летия со дня рождения учёного-химика. По случаю данного юбилея в Казани проводилась выездная сессия Академии наук СССР, участники которой присутствовали на этой церемонии.
Памятник Александру Бутлерову подвергался вандализму. Изначально великий учёный держал в правой руке бронзовое пенсне, от которого позже отломали половину, в результате чего оно превратилось в «монокль», но восстанавливать этот элемент так и не стали.
С 1997 года памятник Александру Бутлерову является объектом культурного наследия регионального значения.

## Курьёзный факт
С казанским памятником Александру Бутлерову связан один курьёзный факт, касающийся размещённой на левой боковой стороне постамента формулы 2,2-диметилпропановой или триметилуксусной кислоты. Во многих интернет-публикациях, преимущественно туристических путеводителях, ошибочно утверждается, что «на постаменте памятника начертана формула бензольного кольца (одно из открытий Бутлерова)». В реальности размещённая на памятнике химическая формула не является формулой «бензольного кольца», то есть циклической формулой бензола, тем более что А. М. Бутлеров её не открывал; авторство этой формулы приписывается немецкому химику Фридриху Августу Кекуле (1829—1896).